# Kalkbrännmossa
Kalkbrännmossa (Ceratodon conicus) är en bladmossart som beskrevs av Lindberg 1879. Kalkbrännmossa ingår i släktet brännmossor, och familjen Ditrichaceae. Enligt den finländska rödlistan är arten nationellt utdöd i Finland. Arten är reproducerande i Sverige. Artens livsmiljö är solbelysta kalkstensklippor och kalkbrott. Inga underarter finns listade i Catalogue of Life.